# Bedřich Antonín Wiedermann

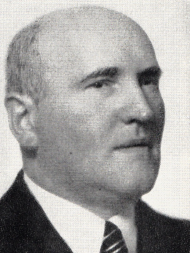
Bedřich Antonín Wiedermann (1883–1951)

Bedřich Antonín Wiedermann (* 10. November 1883 in Ivanovice na Hané; † 5. November 1951 in Prag) war ein tschechischer Organist und Komponist.

## Leben
Im mährischen Ivanovice na Hané (Eiwanowitz in der Hanna) in eine Lehrerfamilie geboren, absolvierte Bedřich Antonín Wiedermann das Gymnasium in Prag, wo Alois Jirásek und Zdeněk Nejedlý zu seinen Lehrern gehörten. Nach einer kurzen Tätigkeit als Steuerfachangestellter in Kroměříž begann er ein Theologiestudium in Olmütz. In dieser Zeit wirkte er auch als Organist und Kapellmeister am Olmützer Wenzelsdom. Nach mehreren Semestern verließ er das Priesterseminar und entschied sich, am Prager Konservatorium Komposition bei Vítězslav Novák und Orgel bei Josef Klička zu studieren. 1910–1919 spielte er als Kirchenorganist an der Kathedrale St. Peter und Paul in Brünn, an der Kirche des Prager Emmausklosters und an der Kirche St. Kyrill und Method in der damaligen Prager Vorstadt Karlín. Zudem war er auch drei Jahre lang Bratschist der Tschechischen Philharmonie. In der Folge gab er bis in die Mitte der 1930er-Jahre regelmäßig Orgelkonzerte in Prager Kirchen sowie monatliche Sonntagsmatineen im Smetana-Saal des Prager Gemeindehauses (Obecní dům). Sein Hauptinteresse galt dabei der Musik des 19. und 20. Jahrhunderts. So brachte er dort am 5. März 1942 Vítězslav Nováks groß dimensioniertes St. Wenzel-Triptychon op. 70 zur Uraufführung. Auch absolvierte er zahlreiche Tourneen in mehreren europäischen Ländern, Persien und den USA.
Schon seit 1917 unterrichtete Wiedermann Orgel am Prager Konservatorium, 1946 wurde er Professor an der reformierten Akademie der musischen Künste in Prag (Akademie múzických umění v Praze). Zu seinen Schülern zählten u. a. Josef Černocký, Ján Cikker, Bedřich Janáček, Jan Bedřich Krajs, Alexander Moyzes, Jiří Ropek, Jiří Reinberger, Milan Šlechta und Emil Vacek. Bedřich Antonín Wiedermann starb nach langer Krankheit am 5. November 1951 in Prag und wurde auf dem Vyšehrader Friedhof bestattet. Die ursprüngliche Grabanlage mit einer Bronzebüste von Karel Otáhal wurde in späteren Jahren durch Vandalismus teilweise zerstört.

## Werke (Auswahl)
Wiedermann komponierte rund 350 Werke verschiedener Gattungen, vor allem Orgelstücke, Chor- und andere geistliche Vokalmusik. Sammlungen wurden u. a. von Jiří Reinberger, Jiří Ropek und Josef Popelka herausgegeben, der größte Teil seiner Musik blieb jedoch unverlegt. Die Manuskripte befinden sich zum Teil im zum Prager Nationalmuseum gehörenden Tschechischen Museum der Musik sowie in Privatsammlungen.

### Orgel solo
- Tristezza (1912)
- Capriccietto (1912)
- Pastorela in F (1912)
- Toccata und Fuge f-Moll (1912)
- Präludium e-Moll (1919)
- Drei Choralvorspiele (1919–1927)
- Elegie (1920)
- Hlas přísný po temnostech zní (Eine strenge Stimme ertönt nach der Dunkelheit) (1928)
- Scherzo (1931)
- Wiegenlied (1939)
- Quatro Pastorali (1942)
- Notturno cis-Moll (1942)
- Toccata diatonica (1943)
- Pastorale lydico (1945)
- Pod čs. vlajkou a rudým praporem (Unter tschechoslowakischer Fahne und rotem Banner) (1946)
- Toccata e-Moll (1948)

### Sonstige Instrumentalmusik
- Pastorale lydico für Orgel und kleines Orchester
- Suite im alten Stil für Violine und Klavier (1920)
- Suite im alten Stil. Bearbeitung für Violine und Orchester (1939)

### Lied
- Drei Lieder im mährischen Volkston (1913)
- Hanácke kolede (Weihnachtslieder aus der Hanna) (1936)
- Hanácky pěsničke (Lieder aus der Hanna) (1948)

### Chor
- Zwei Männerchöre (1935)
- Na křídech vánku (Auf den Flügeln der Brise) (1945)

### Sakralmusik
- Weihnachtskantate für Männerchor, Streicher, Harmonium und Klavier (1906)
- Litanie lauretanae (1907)
- Miserere ad septem voces inaequales (1907–1911)
- Havéřská kantáta (Bergknappenkantate) (1939)
- Kantate im alten Stil (1930)
- Psalm 22 (1930)
- Missa solemnis
- Missa in quadragesima (1948)

## CD-Diskographie (Auswahl)
- Notturno cis-Moll – Keith John (Orgel) – auf: Great European Organs No. 68: Fulda Cathedral (Priory PRCD774, 1997)
- Toccata und Fuge f-Moll – Irena Chřibková (Orgel) – auf: Prague St. James’s Basilica. Its Organs and Composing Organists (Multisonic 31 0347-2, 2001)
- Choral über „Chtic aby spal“ – Karel Paukert (Orgel) – auf: Noëls (Azica ADC 71228, 2005)
- Geistliche Gesänge und Werke für Orgel solo – Pavla Vykopalová (Mezzosopran), Irena Chřibková (Orgel) – auf: Bedřich Antonín Wiedermann. Orgel- und Vokalwerke (2 CD, Rosa Music RD 1369, 2005)
- Impetuoso – Jane Parker-Smith (Orgel) – auf: Romantic and Virtuoso Works for Organ Vol. 3 (Avie AV2165, 2007)
- Notturno, Oslavuj Pána! – Andrea Brožáková (Sopran), Markéta Schley Reindlová (Orgel) – auf: Czech Organ Music of 19th and 20th Centuries (Ambiente ACD-2021, 2010)
- Toccata und Fuge f-Moll, Nechte jit mne tam  – Karolína Berková (Mezzosopran), Eva Bublová (Orgel) – auf: Les Fresques. Eva Bublová (Arco Diva UP0059–2131, 2012)
- Elegia – Michaela Káčerková (Orgel) – auf: Kostel Sv. Petra a Pavla, Karlovy Vary. Michaela Káčerková (Arta F10238, 2019)